# Zeugma (stylistique)
Pour les articles homonymes, voir Zeugma et Attelage.
 (mars 2012).
Si vous disposez d'ouvrages ou d'articles de référence ou si vous connaissez des sites web de qualité traitant du thème abordé ici, merci de compléter l'article en donnant les références utiles à sa vérifiabilité et en les liant à la section « Notes et références ».
Le zeugma (du grec ancien ζεῦγμα / zeûgma, « joug, lien »), zeugme, ou encore attelage, est une figure de style qui consiste à faire dépendre d'un même mot deux termes disparates qui entretiennent avec lui des rapports différents, en sous-entendant un adjectif ou un verbe déjà exprimé. Il s'agit donc d'une forme d'ellipse.
On distingue le zeugma syntaxique, quand le terme non répété est utilisé dans le même sens que déjà exprimé, du zeugma sémantique où le terme occulté est utilisé dans un sens différent de celui déjà exprimé. Cette dernière figure, appelée également attelage, associe le plus souvent deux compléments d'objet, l'un de sens concret et l'autre de sens abstrait, pour un effet humoristique voire ironique. Il est proche de la syllepse de sens, de l'hendiadys, de la concaténation ou encore de l'anacoluthe.

## Étymologie
Anatole Bailly fait venir l’emploi des rhéteurs grecs et le définit comme une construction par laquelle on mettait  deux sujets en relation avec un seul attribut. Le mot « zeugma » a été repris tel quel mais dans le genre neutre par les Latins dans la définition rhétorique que nous connaissons : « construction d’un terme avec plusieurs déterminants dont un seul convient ».
Le vocable « zeugma » est accepté par nombre de rhétoriciens contemporains mais on trouve toujours chez quelques auteurs la graphie moins tonique de « zeugme  ». Les deux mots cohabitent depuis le XVIIe siècle.
On note l’emploi assez récent du mot « attelage » qui est probablement la traduction du « zeugma » grec (joug) et semble faire double emploi. Cependant, Henri Morier, de son côté, a partagé les deux aspects en donnant le nom d’« attelage »  à la figure de sens et le nom de « zeugme » à la figure de grammaire.

## Définition
Le zeugma est considéré comme une ellipse d'un mot ou d'un groupe de mots qui devraient être normalement répétés, ce qui a pour conséquence de mettre sur le même plan syntaxique deux éléments appartenant à des registres sémantiques différents :

« Vêtu de probité candide et de lin blanc »

— Victor Hugo, Booz endormi
Les deux expressions probité candide et lin blanc (blanc renvoyant également à l'étymologie de candide en latin) relèvent de registres sémantiques différents : la première est abstraite (qualité de probité) et la deuxième est concrète (le lin est une fibre naturelle). Ces deux expressions sont rattachées par le même lien syntaxique qui est un participe : vêtu commençant le vers ; les deux expressions sont donc attelées au même mot recteur. C'est donc le contraste entre cette construction syntaxique identique et l'écart sémantique qu'elle suggère qui donne à la phrase sa spécificité, contraste se fondant sur l'ellipse dans le second membre de la phrase du verbe conjugué vêtu.
Faire un zeugme c'est rattacher deux éléments, qui ne peuvent être mis sur le même plan, sémantiquement, à un terme commun, éventuellement — mais non nécessairement — dans le cadre d'un parallélisme. Il s'agit alors d'une figure qui provoque un effet de surprise, souvent comique, parfois poétique. Pour parler de zeugme, il faut que les deux éléments rattachés n'entretiennent de prime abord aucun lien, sémantique.

### Zeugme syntaxique
C'est le fait de ne pas répéter un élément commun dans une phrase présentant deux membres parallèles. Ainsi, dans la phrase « L'un poussait des soupirs, l'autre des cris perçants », poussait n'est pas répété. On peut considérer ce procédé comme un raccourci, un moyen de simplifier la phrase, un équivalent littéraire de la factorisation mathématique. Il est très fréquent et ne constitue pas une figure de rhétorique, parce qu'il n'attire pas l'attention. C'est au contraire la répétition du terme commun qui ferait figure.

« Il croyait à son étoile et qu’un certain bonheur lui était dû. »

— André Gide, Les Faux-monnayeurs

« Ils savent compter l’heure et que leur terre est ronde. »

— Alfred de Musset, Namouna

### Zeugme sémantique
C'est le fait de rattacher deux éléments, qui ne peuvent être mis sur le même plan, à un terme commun, éventuellement — mais non nécessairement — dans le cadre d'un parallélisme. Il s'agit alors d'une figure qui provoque un effet de surprise, souvent comique, parfois poétique. Pour parler de zeugma, il faut que les deux éléments rattachés n'entretiennent de prime abord aucun lien, sémantique ou syntaxique.

« Trois marchandes de boisson et d’amour. »

— Guy de Maupassant, Bel-Ami

« Contre ses persiennes closes, Mme Massot tricote, enfermée dans sa chambre et dans sa surdité. »

— Roger Martin du Gard - "Vieille France" roman 1933[réf. nécessaire]

« Après avoir sauté sa belle-sœur et le repas de midi, le petit prince reprit enfin ses esprits et une banane. »

— Pierre Desproges[réf. nécessaire], « Dictionnaire superflu à l'usage de l'élite et des bien nantis », Paris : Éd. du Seuil, 1985, 144 p. , Collection : Points. Point-Virgule, ISSN 0751-8080

« Dans les villes de grande solitude

Moi le passant bien protégé

Par deux mille ans de servitude

Et quelques clous sur la chaussée »

— Michel Sardou, Les Villes de solitude

### Définition stylistique
Le zeugma permet principalement d'associer les registres abstrait et concret en une même construction, souvent par volonté ironique. La figure appartient en effet à la classe des jeux de mots, proche du calembour ou du burlesque lorsque l'attelage est trivial.
Sémantiquement, le zeugma joue sur le double sens, au moyen d'une double construction. Le contexte permet de faire ressortir l'implicite, très présent dans la figure qui fait l'ellipse des mots importants pour accéder au sens.

## Une figure des langues anciennes
Le zeugma est utile dans la versification latine, ne serait-ce que pour la prosodie et la concision. Il est fréquent chez des poètes comme Virgile.
| …oculos dextramque precantem Protendens… | …levant les yeux et une main implorante…(Virgile, Énéide XII) |

Le verbe latin « protendens » est plus précis que le français : tendre (la main) et lever (les yeux)  « en  avant ». Le regard et la main sont conjoints dans une attitude de supplication.
| Arma virumque cano, Trojae qui primus ab oris Italiam fato profugus Laviniaque venit litora… | Je chante les combats du héros qui a fui les rivages de Troie et qui, prédestiné, parvint le premier [en] Italie, [aux] bords de Lavinium… (Virgile, Énéide I) |

Une traduction serrée n’est pas toujours élégante. Mais Pierre Klossowski s'y est essayé : « les armes je célèbre et l'homme qui, le premier, des troyennes rives, en Italie, par la fatalité fugitif, est venu au littoral lavinien » respectant le zeugma en mettant sur le même pied le héros troyen et ses armes, qui évoquent la réputation belliqueuse des Romains.

## La figure de sens
La figure « assortit un terme de plusieurs qualifiants ou circonstants sémantiquement hétérogènes. ».

### Un verbe et deux sujets ou compléments
Il s’agit principalement de verbes gérant une idée concrète et une idée abstraite, cette dernière n’étant pas habituellement assortie, contrairement à la syllepse, aux diverses acceptions du verbe. Au-delà de la simple union entre deux compléments sémantiquement inconciliables, le principe du zeugma est de faire admettre une image qui, employée seule, serait a priori incohérente.
Deux sujets

« Sous le pont Mirabeau coule la Seine

Et nos amours »

— Guillaume Apollinaire, Alcools
Les amours d’une personne ne peuvent couler comme de l’eau. La figure reprend l’illustration de l’eau qui passe sous le pont avec la valeur symbolique qui lui est la plus naturelle, celle du temps qui s’écoule impassible ; l’amour qui naît et qui meurt à travers la fuite du temps, prend tout son sens nostalgique à travers le zeugma.
Deux compléments

« Ces larges murs pétris de siècles et de foi. »

— Alphonse de Lamartine, Jocelyn
De même, la pierre ne se crée pas à partir d’une chose abstraite comme la foi. Mais c’est bien la foi qui pousse à construire les lieux de culte et qui les entretient.

« Vos veuves aux fronts blancs, lasses de vous attendre,

Parlent encor de vous en remuant la cendre

De leur foyer et de leur cœur ! »

— Victor Hugo, Oceano Nox
Alliance audacieuse : le cœur comme un « cendrier » de cheminée ; comparaison heureusement transfigurée par l'évocation des regrets de l’amour défunt.

« Juste en amont du confluent avec la Marne, un vaste complexe commercial et hôtelier chinois dresse son architecture mandchoue au bord du fleuve et de la faillite »

— Jean Echenoz, Je m'en vais
Ici, on utilise le "au bord" pour parler, en plus du fleuve, de la faillite (être au bord de la faillite).

### Un verbe et deux subordonnées
Verbe régissant des subordonnées infinitive et conjonctive

« Ils savent compter l’heure et que leur terre est ronde. »

— Alfred de Musset, Namouna

« Elle lui a demandé de faire ses valises et qu'il parte immédiatement. »

Verbe régissant un complément d'objet et une subordonnée

« J'ai dit mon retour à Combourg et comment je fus accueilli par mon père. »

— Chateaubriand, Mémoires d'outre-tombe
Comme souvent cette phrase peut être autrement formulée ; et l'auteur aurait pu aussi bien dire : « et la manière dont je fus accueilli »

« Ah ! savez-vous le crime, et qui vous a trahie ? »

— Jean Racine, Iphigénie
Ce vers dramatique illustre une rupture syntaxique motivée par l'élan émotionnel du personnage (voir article anacoluthe).

## La figure de grammaire
Ce type de construction est toujours elliptique. Il évite d’avoir à répéter un même verbe, même si sa forme conjuguée doit être différente. La compréhension d’une telle phrase est un peu comparable à celle de la syllepse grammaticale. Littré fait la distinction entre « zeugma simple » où les verbes sous-entendus sont identiques et le « zeugma composé » où ils sont différents.
Verbe régissant des compléments qui ne s'accordent pas en nombre ou en genre

« Je dépeuple l’État des plus heureux Monarques ;

La foudre est mon canon, les Destins mes soldats [est/sont] »

— Pierre Corneille, L'Illusion comique

« Je mange une pomme, vous une orange. [mange/mangez] »

« Je trouve cette jeune fille très intelligente mais je ne sais pas si son jeune frère l’est autant [s’il est aussi intelligent]. »

« Sous le pont Mirabeau coule la Seine

Et nos amours. [coule/coulent] »

— Guillaume Apollinaire, Alcools, Le Pont Mirabeau
Verbe régissant par licence poétique deux régimes différents
Henri Morier a relevé un autre type de zeugma qui touche à la syntaxe. Mais si de grands poètes s’y sont aventurés, elle reste fondamentalement une faute de langage.

« Sa haine ou son amour, sont-ce les premiers droits

Qui font monter au trône ou [en] descendre les rois ? »

— Jean Racine, La Thébaïde
Le changement de régime du verbe « descendre » est probablement motivé par la compacité de l’alexandrin. Si un grammairien rigoureux rechigne à cause du solécisme, le couple des contraires « monter-descendre » passe bien à la déclamation.

« Quoi ! vous parlez encore de vengeance et de haine

Pour celle dont vous-même allez faire une reine ? »

— Pierre Corneille, Rodogune
La paire d'opposition « vengeance-haine » n'est pas favorable, car on parle de « haine pour » mais de « vengeance contre ».